# Lijst van voetballers - Z
Dit is een lijst van voetballers met een artikel op Wikipedia van wie de achternaam begint met de letter Z.

## Za
- Timo Zaal
- Pablo Zabaleta
- Radoslav Zabavník
- Arsen Zacharjan
- Ruben Zadkovich
- Theodoros Zagorakis
- Wilfried Zaha
- Eran Zahavi
- Wilfried Zahibo
- Ghayas Zahid
- Adnan Zahirović
- Tomasz Zahorski
- Vjatšeslav Zahovaiko
- Luka Zahović
- Zlatko Zahovič
- Warren Zaïre-Emery
- Marcin Zając
- Miha Zajc
- Denis Zakaria
- Badou Zaki
- Yassine Zakir
- Gerasim Zakov
- Marcelo Zalayeta
- José Luis Zalazar
- Nicola Zalewski
- Reynaldo Zambrana
- Carlos Zambrano
- Gianluca Zambrotta
- Ricardo Zamora
- Iván Zamorano
- Wesley Zandstra
- Ante Žanetić
- Javier Zanetti
- Petar Zanev
- Denis Zanko
- Médard Zanou
- Pedro Zape
- Manfred Zapf
- Davide Zappacosta
- Bryan Zaragoza
- Eladio Zárate
- Mauro Zárate
- Gyasi Zardes
- Mikhail Zaritskiy
- Zarra
- Kamil Zayatte
- Eriq Zavaleta
- Simone Zaza

## Zd
- Tomasz Zdebel
- Saša Zdjelar
- David Zdrilić

## Ze
- Ze Kalanga
- Pierre Zebli
- Ermin Zec
- Zeca
- Hamza Zeddam
- Género Zeefuik
- Marvin Zeegelaar
- Arjan de Zeeuw
- Demy de Zeeuw
- Aaron Zehnter
- Oliver Zelenika
- Nedijeljko Zelić
- Indrek Zelinski
- Mohamed Zemmamouche
- Boudewijn Zenden
- Erfan Zeneli
- Javier Zeoli
- Cédric Zesiger
- Michael Zetterer
- Marcin Żewłakow
- Michał Żewłakow
- Nathan Zézé

## Zi
- Philip Zialor
- Karim Ziani
- David Zibung
- Zico
- Gregor Židan
- Djamel Zidane
- Mohamed Amine Zidane
- Zinédine Zidane
- Reto Ziegler
- Sten Ziegler
- Philipp Ziereis
- David Zima
- Jacques Zimako
- Niki Zimling
- Walker Zimmerman
- Oleksandr Zintsjenko
- Jacek Ziober
- Mustapha Zitouni
- Aleksandar Živković
- Andrija Živković
- Boris Živković
- Richairo Živković
- Zizinho
- Hakim Ziyech

## Zj
- Zjivko Zjelev
- Rifat Zjemaletdinov

## Zl
- Petar Zlatinov
- Vladislav Zlatinov
- Christo Zlatinski

## Zo
- Roman Zobnin
- Viktor Zoebarev
- Oleksandr Zoebkov
- Jeroen Zoet
- Edwin Zoetebier
- Dino Zoff
- Luck Zogbé
- Irakli Zoidze
- Gianfranco Zola
- Nermin Zolotić
- Ramon Zomer
- Mike Zonneveld

## Zu
- Abdul Zubairu
- Igor Zubeldia
- Pascal Zuberbühler
- Andoni Zubizarreta
- Luca Zuffi
- Johan Zuidema
- Gianni Zuiverloon
- Ervin Zukanović
- Samir Zulič
- Robert Žulj
- Michael Zullo
- Adolfo Zumelzú
- Bongani Zungu
- Slaviša Žungul
- Ysrael Zúñiga
- Branko Zupan
- Maciej Żurawski
- Szymon Żurkowski

## Zv
- Vladislav Zvara
- Elsad Zverotić
- Victor Zvunka

## Zw
- Patrick Zwaanswijk
- Arno van Zwam
- Kees Zwamborn
- Theo Zwarthoed
- Clemens Zwijnenberg
- Hans-Peter Zwicker
- Robert Zwinkels
- Marco Zwyssig

## Zy
- Konstantin Zyrjanov

A · B · C · D · E · F · G · H · I · J · K · L · M · N · O · P · Q · R · S · T · U · V · W · X · Y · Z